# Капилляр

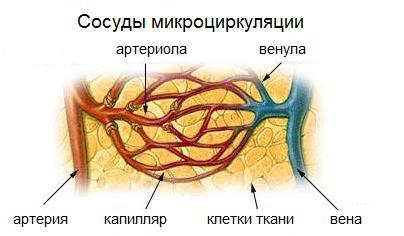

Капилля́р (от лат. capillaris — волосяной) является самым тонким сосудом в организме человека и других животных. Средний диаметр капилляра составляет 5—10 мкм. Соединяя артерии и вены, он участвует в обмене веществ между кровью и тканями.

## Строение
Стенки капилляров состоят из одного слоя клеток эндотелия. Толщина этого слоя настолько мала, что позволяет проходить обмену веществ между тканевой жидкостью и плазмой крови через стенки капилляров. Продукты, образующиеся в результате жизнедеятельности организма (такие как диоксид углерода и мочевина), также могут проходить через стенки капилляров для транспортировки их к месту выведения из организма. На проницаемость капиллярной стенки оказывают влияние цитокины. Стенки капилляров высоко проницаемы для всех растворённых в плазме крови низкомолекулярных веществ. Чтобы преодолеть огромное сопротивление выбросу воды и солей во внеклеточный матрикс через проницаемые стенки капилляров, в артериальных сосудах за счёт их вазомоций накапливается энергия крови, давлением которой с каждым сердечным циклом происходит гидравлический удар, вышибающий «пробку» в капиллярах из деформированных эритроцитов в посткапилляры и воды во внеклеточный матрикс. Именно эта картина описана в книге «Механика кровообращения»: «ускорение крови в начале фазы изгнания происходит очень быстро: картина такая, как если бы по столбу крови нанесли удар молотком» — это и есть пульсовый удар, ощущаемый в сосудах всего тела.
Общая площадь поперечных сечений капилляров человека — 50 м², это в 25 раз больше поверхности тела, всего  насчитывается 100—160 млрд капилляров. Суммарная длина капилляров среднестатистического взрослого человека составляет приблизительно 9 000-19 000 км.

## Функции
В функции капилляра входит перенос питательных веществ, сигнальных веществ (гормонов) и других соединений. В некоторых случаях крупные молекулы могут быть слишком велики для диффузии через эндотелий, и для их переноса используются механизмы эндоцитоза и экзоцитоза.
В механизме иммунного ответа клетки эндотелия выставляют молекулы-рецепторы на своей поверхности, задерживая иммунные клетки и помогая их последующему переходу во внесосудистое пространство к очагу инфекции или иного повреждения.
Объём фильтрации через общую обменную поверхность капилляров организма составляет около 60 л/мин или примерно 85 000 л/сут. При этом давление в начале артериальной части капилляра 37,5 мм рт. ст. — эффективное давление составляет около (37,5—28) = 9,5 мм рт. ст. — давление в конце венозной части капилляра, направленное наружу капилляра, 20 мм рт. ст. — эффективное реабсорбционное давление около (20—28) = −8 мм рт. ст.

## Виды
Существует три вида капилляров:

### Непрерывные капилляры
Межклеточные соединения в этом виде капилляров очень плотные, что позволяет диффундировать только малым молекулам и ионам.

### Фенестрированные капилляры
В их стенке встречаются просветы для проникновения крупных молекул. Фенестрированные капилляры встречаются в кишечнике, эндокринных железах и других внутренних органах (почки), где происходит интенсивный транспорт веществ между кровью и окружающими тканями.

### Синусоидные капилляры (синусоиды)

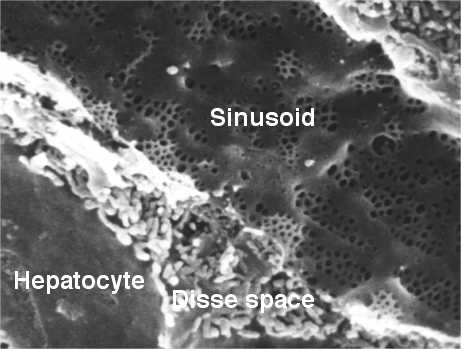
Синусоидный капилляр (sinusoid) в печени крысы. Его ширина — около 5 мкм, а диаметр отверстий в его стенке — приблизительно 100 нм. Между гепатоцитом (hepatocyte) и синусоидом расположено перисинусоидальное пространство, или «пространство Диссе» (Disse's space)

В стенке этих капилляров содержатся щели (синусы), величина которых достаточна для выхода вне просвета капилляра эритроцитов и крупных молекул белка. Синусоидные капилляры есть в печени, лимфоидной ткани, эндокринных и кроветворных органах, таких как костный мозг и селезёнка. Синусоиды в печеночных дольках содержат клетки Купфера, способные захватывать и уничтожать инородные тела.